# Death Magnetic
Death Magnetic је девети по реду студијски албум хеви метал бенда Металика. Изашао је 12. септембра 2008. То је први албум у коме је учествовао басиста Роберт Трухиљо и први албум чији је продуцент Рик Рубин. Ово је и први албум после 20 година на коме се налази инструментал - Suicide & Redemption. На њему се налази 10 песама.

## Синглови
- "", објављен 21. августа 2008.
- "" објављен 26. августа 2008.
- "" објављен 1. септембра 2008.
- "" објављен 8. септембра 2008.
- "" објављен 15. децембра 2008.
- "" објављен 3. априла 2009.

## Постава бенда
- Џејмс Хетфилд - вокал, ритам гитара
- Кирк Хамет — гитара
- Ларс Улрих — бубњеви, удараљке
- Роберт Трухиљо - бас-гитара

## Критике и контроверзе по питању квалитета звука
Албум је био критикован од стране фанова и штампе због прекомерне компресије динамике на ЦД и винил издању, што је резултирало чујним изобличењима (клипинг). Међу фановима је чак била покренута и онлајн петиција са захтевом да се албум ремиксује и реизда у бољем квалитету. Тед Џенсен, техничар који је радио мастер за ЦД и винил издање, тврдио је да је финални микс албума већ био прошао динамичку обраду пре него што му је достављен на мастеровање.
Насупрот ЦД и винил издању, на верзију албума за видео игру Guitar Hero 3 није било никаквих притужби на квалитет звука, јер је издавачу видео игре био послат финални микс код којег није рађена компресија динамике.
Истовремено, покренута је и широка дебата у стручним круговима, где су виђенији музички продуценти и техничари мастеринга по први пут отворено скренули пажњу на текућу праксу музичке индустрије да се из сваког носача звука извлачи максимум гласноће (често на уштрб квалитета звука), популарно названу "ратом гласноће" (енг. "loudness war").